# Algemene verkiezingen in Nigeria 2015

De staten gewonnen door Goodluck Jonathan zijn groen gekleurd; de staten gewonnen door Muhammadu Buhari zijn lichtblauw gekleurd.

De algemene verkiezingen in Nigeria van 2015 vonden op 28 maart plaats. Er werd zowel een nieuwe president als een nieuw parlement gekozen.

## Presidentsverkiezingen
Zittend president Goodluck Jonathan (PDP) werd verslagen door Muhammadu Buhari (APC).
| Kandidaat                         | Kandidaat                         | Partij                            | Stemmen    | %     |
| --------------------------------- | --------------------------------- | --------------------------------- | ---------- | ----- |
|                                   | Muhammadu Buhari                  | All Progressives Congress         | 15.424.921 | 53,96 |
|                                   | Goodluck Jonathan                 | People's Democratic Party         | 12.853.162 | 44,96 |
| Ongeldige stemmen/ blanco stemmen | Ongeldige stemmen/ blanco stemmen | Ongeldige stemmen/ blanco stemmen | 844.519    |       |
| Total                             | Total                             | Total                             | 29.432.083 | 100   |
| Geregistreerde kiezers/ opkomst   | Geregistreerde kiezers/ opkomst   | Geregistreerde kiezers/ opkomst   | 67.422.005 | 43,65 |
| Bron: INEC (36 staten + FCT)      |                                   |                                   |            |       |

## Parlementsverkiezingen
In de beide Kamers van de Nationale Vergadering werd het All Progressives Congress (APC), opgericht in 2013, de grootste partij en daarmee werd de machtsmonopolie van de Peoples Democratic Party (PDP), aan de macht sinds 1999, gebroken.

### Huis van Afgevaardigden
| Partij                          | Partij                          | Zetels     | %      |
| ------------------------------- | ------------------------------- | ---------- | ------ |
|                                 | People's Democratic Party       | 140        |        |
|                                 | All Progressives Congress       | 212        |        |
|                                 | Overige partijen                | 8          |        |
| Totaal                          | Totaal                          | 360        |        |
| Geregistreerde kiezers/ opkomst | Geregistreerde kiezers/ opkomst | 67.422.005 | 43,65% |
| Bron: INEC                      |                                 |            |        |

### Senaat
| Partij                          | Partij                          | Zetels     | %      |
| ------------------------------- | ------------------------------- | ---------- | ------ |
|                                 | People's Democratic Party       | 48         |        |
|                                 | All Progressives Congress       | 60         |        |
| Totaal                          | Totaal                          | 109        |        |
| Geregistreerde kiezers/ opkomst | Geregistreerde kiezers/ opkomst | 67.422.005 | 43,65% |
| Bron: INEC                      |                                 |            |        |

## Afbeeldingen

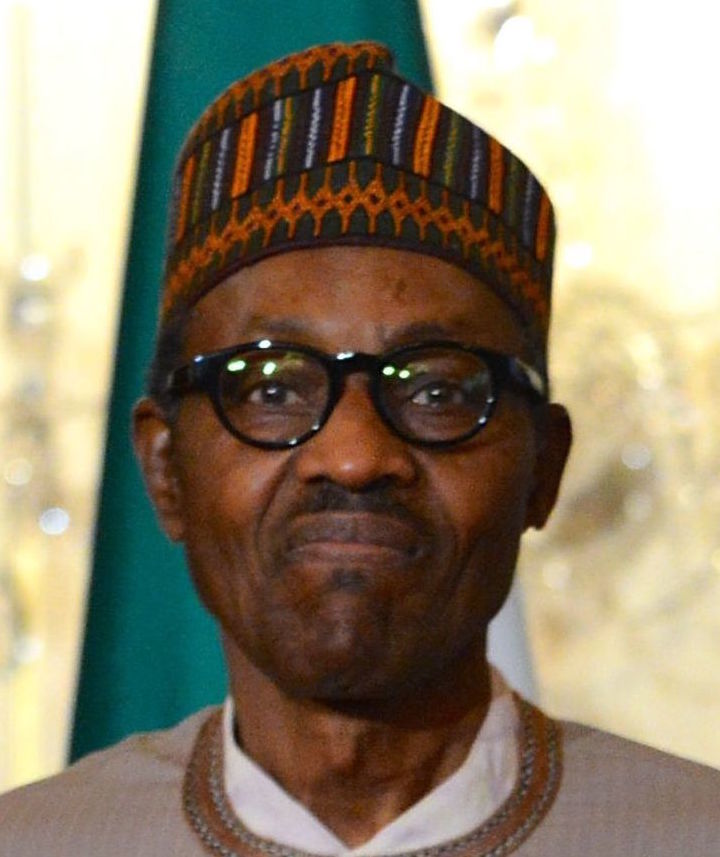
Muhammadu Buhari won de presidentsverkiezingen met 54% van de stemmen
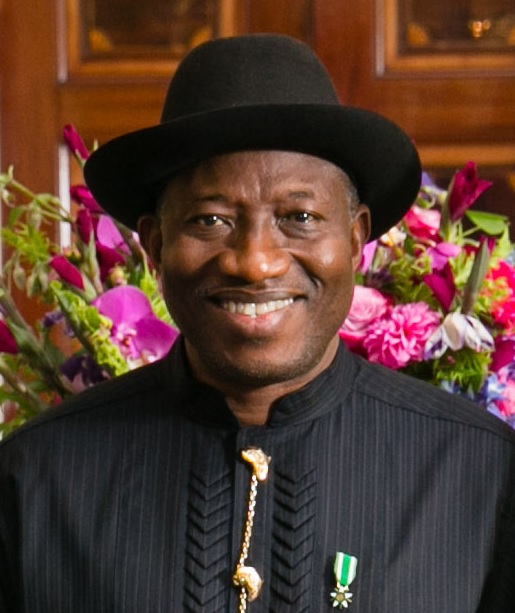
Zittend president Goodluck Jonathan kreeg 45% van de stemmen